# St. Maternus (Mönchgrün)

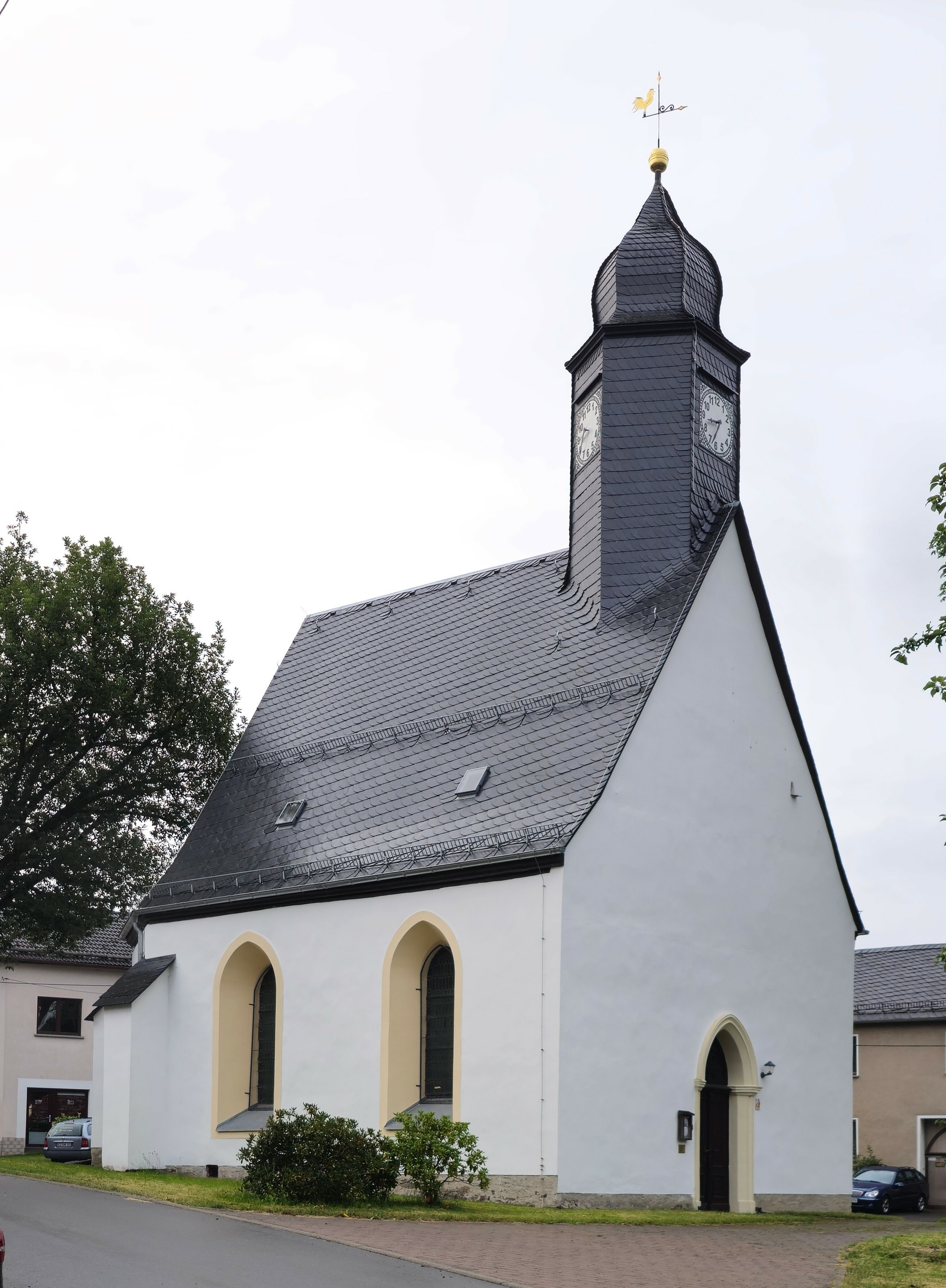
St.-Maternus-Kirche in Mönchgrün

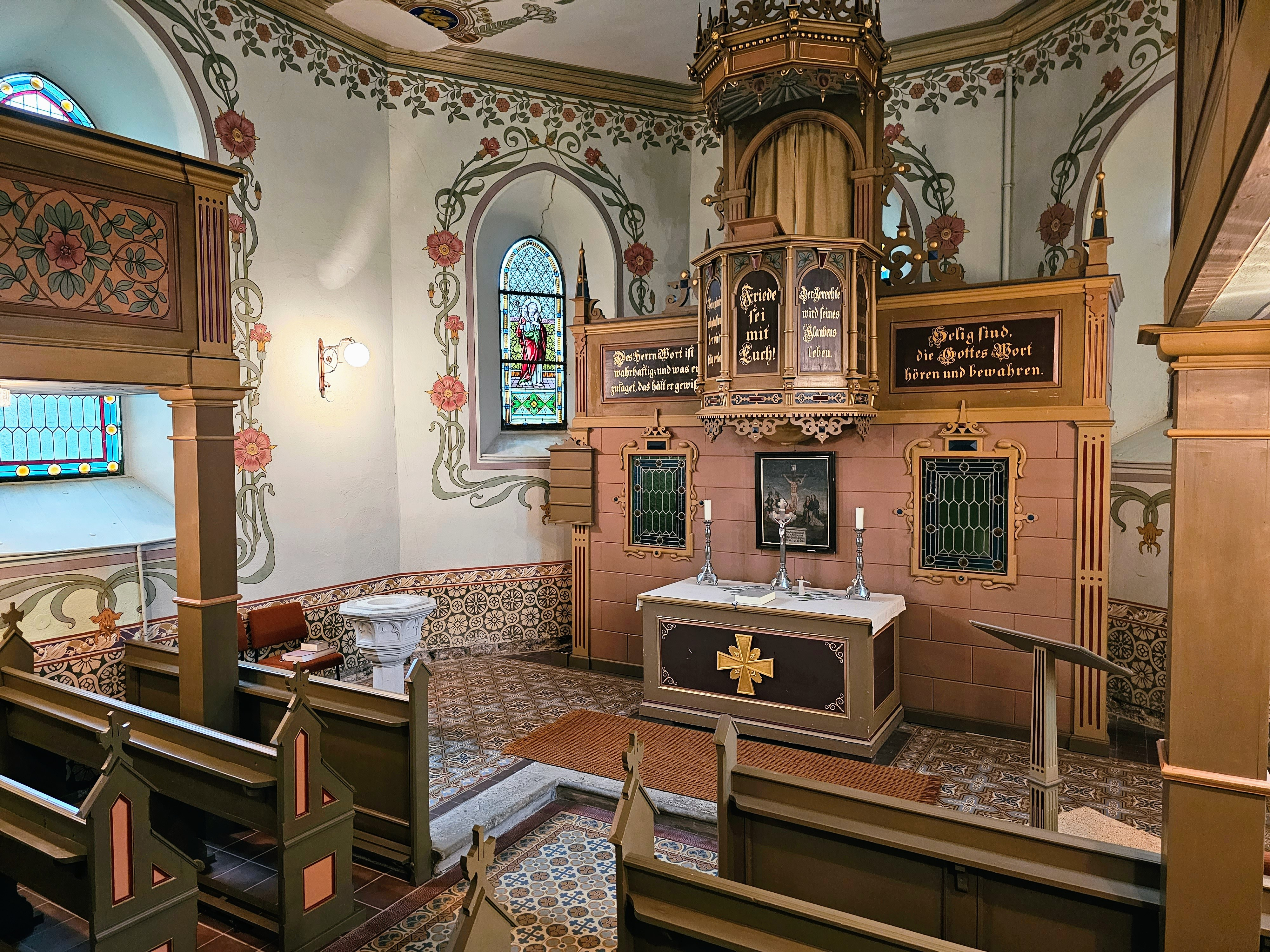
Innenraum (2023)

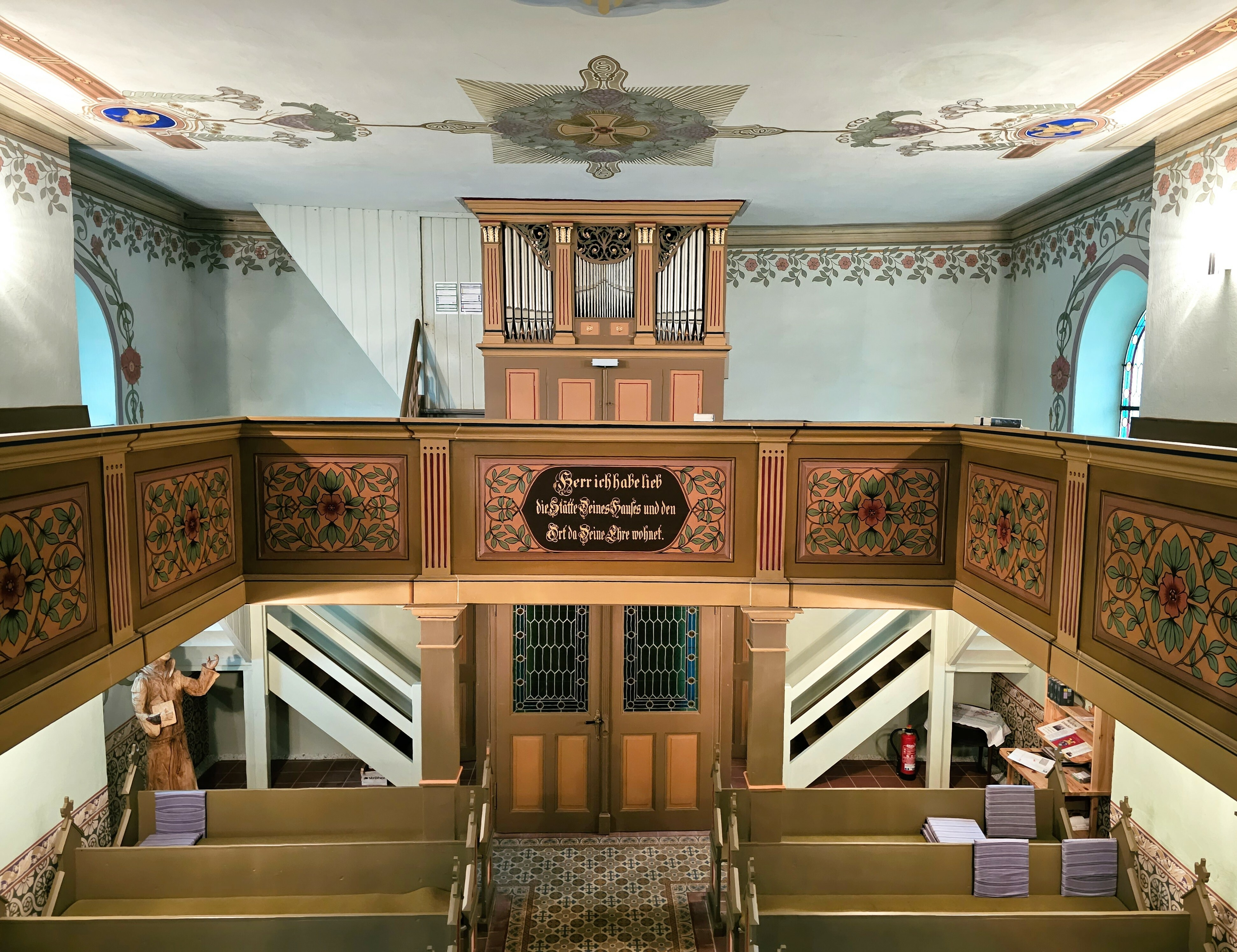
Innenraum, Blick zur Orgel

Die evangelische Dorfkirche St. Maternus steht im Ortsteil Mönchgrün der Gemeinde Görkwitz im Saale-Orla-Kreis in Thüringen.

## Geschichte
Die gotische Gestalt der Kirche besagt, dass sie später als der Ort (5. September 1285) gegründet wurde, also demnach um 1300.

## Beschreibung
Die Kirche besitzt einen Dachreiter mit einer Glocke.
1903 wurde der Innenraum in verschiedenen Stilarten renoviert. Hinter dem Altar steht die Kanzel. Am Kanzelkorb befindet sich ein Schalldeckel mit barocken Verzierungen aus Holz. Hinter der Kanzel befindet sich rechts und links je ein Bleiglasfenster.
Ein neugotischer Taufstein und ein zinngegossener Leuchter in neuklassizistischer Form schmücken den Raum.
Die Emporenbrüstung ist mit floralen Malereien und einem biblischen Spruch gestaltet.
Die kleine Orgel wurde vermutlich im 19. Jahrhundert von einem unbekannten Erbauer errichtet. Sie verfügt über sechs Register auf einem Manual und Pedal.
1985 wurde eine Renovierung der kleinen Kirche vorgenommen, eine weitere Sanierung wurde 2018 abgeschlossen.